# Delinquent Habits
I Delinquent Habits sono un gruppo hip hop statunitense formatosi nel 1991 a Los Angeles, tra i primi a mescolare inglese e spagnolo, creando il cosiddetto spanglish di frequente utilizzato nel genere chicano hip hop di cui i Delinquent Habits sono stati tra i primi rappresentanti.

## Membri
- Kemo the Blaxican (David L. K. Thomas, membro fondatore)
- Ives (Ivan S. Martin)
- O.G. Style (Alejandro R. Martinez, oggi ex membro)
- Dj Invincible

## Storia del gruppo del gruppo
Nel 1996 hanno realizzato l'album di debutto Delinquent Habits, pubblicato dalla PMP Records, contando sull'aiuto di Sen Dog del Cypress Hill come produttore esecutivo, e dei featuring dello stesso Sen, e di Hurricane G. Il disco viene venduto bene negli USA, ma ancora meglio fuori dai confini nazionali, arrivando al milione di copie. La mescolanza di ritmi latinoamericani e funk è la ricetta del successo, che permette al singolo Tres Delinquents di arrivare anche nelle classifiche pop.
Il secondo album della Band, Here Come The Horns, viene pubblicato in un momento sfortunato, segnato dal fallimento della PMP Records, la scarsa pubblicizzazione del prodotto fiacca le buone intenzioni, e le partecipazioni al disco, tra cui anche Big Pun della Terror Squad, Sen e Mellow Man Ace. Il loro terzo album, Merry Go Round, viene pubblicato da Ark 21 Records dopo l'iniziale decisione di autoprodurre il disco da parte della band.
Oltre ad aver partecipato ad importanti show televisivi come Late Night With Conan O'Brien della NBC e Yo! MTV Raps, i Delinquent Habits hanno svolto tour con The Fugees, Korn e Beck.

## Discografia
- 1996 - Delinquent Habits (s/t) (PMP/Loud/BMG)
- 1998 - Here Come The Horns (PMP/Loud/BMG)
- 2001 - Merry Go Round (Ark 21 Records)
- 2003 - Freedom Band (Ark 21 Records)
- 2006 - New and Improved (PW Records)
- 2009 - The Common Man (deepdive records)
- 2017 - "It Could Be Round Two"